# Zemacies
Zemacies is een geslacht van weekdieren uit de klasse van de Gastropoda (slakken).

## Soorten
- Zemacies armata Powell, 1942 †
- Zemacies awakinoensis Powell, 1942 †
- Zemacies climacota (Suter, 1917) †
- Zemacies elatior Finlay, 1926 †
- Zemacies excelsa Sysoev & Bouchet, 2001
- Zemacies hamiltoni (Hutton, 1905) †
- Zemacies immatura Finlay & Marwick, 1937 †
- Zemacies laciniata (Suter, 1917) †
- Zemacies lividorupis Laws, 1935 †
- Zemacies marginalis (P. Marshall, 1919) †
- Zemacies ordinaria (P. Marshall, 1918) †
- Zemacies prendrevillei Marwick, 1928 †
- Zemacies queenslandica (Powell, 1969)
- Zemacies simulacrum Laws, 1935 †
- Zemacies torticostata (P. Marshall, 1919) †